# Granica plastyczności
Granica plastyczności – wartość naprężenia, przy której materiał przechodzi ze stanu sprężystego w stan plastyczny, tzn. zaczynają się pojawiać trwałe, nieodwracalne odkształcenia. W praktyce inżynierskiej granicę plastyczności uznaje się za jedno z kluczowych kryteriów oceny wytrzymałości materiału.
Granica plastyczności jest definiowana jako naprężenie, przy którym pojawia się określone trwałe odkształcenie. Dla materiałów bez wyraźnego przejścia stosuje się tzw. umowną granicę plastyczności, natomiast dla niektórych metali, głównie niskowęglowych stali konstrukcyjnych, występuje wyraźna granica plastyczności.

## Rodzaje granicy plastyczności

### Wyraźna granica plastyczności (Re)
Występuje u materiałów, które wykazują wyraźną zmianę charakteru odkształcenia w próbie rozciągania. Na wykresie naprężenie–odkształcenie obserwuje się tzw. półkę plastyczną – odcinek, na którym naprężenie pozostaje stałe (lub nieznacznie maleje), mimo znacznego przyrostu odkształcenia. W takiej sytuacji wyróżnia się:
- górną granicę plastyczności (ReH) – maksymalne naprężenie tuż przed początkiem płynięcia,
- dolną granicę plastyczności (ReL) – minimalne naprężenie w stanie ustalonego płynięcia.

Typowe materiały z wyraźną granicą plastyczności:
- stal niskowęglowa (np. S235JR, 1.0038),
- niektóre stopy miedzi i niklu,
- wyżarzane metale o uporządkowanej strukturze krystalicznej.

### Umowna granica plastyczności (Rp)
Dla materiałów, które nie mają wyraźnej granicy plastyczności (np. aluminium i jego stopy), stosuje się umowną definicję. Najczęściej używana jest:
- Rp0,2 – naprężenie, przy którym trwałe odkształcenie osiąga wartość 0,2% długości początkowej próbki (0,002 w skali względnej)[3].

Typowe materiały z umowną granicą plastyczności:
- stopy aluminium (np. EN AW-6061, EN AW-2024),
- stal nierdzewna (np. AISI 304, AISI 316),
- magnez i jego stopy,
- mosiądz, brąz.

## Sposób wyznaczania
Granicę plastyczności wyznacza się w trakcie statycznej próby rozciągania, najczęściej dla jednowymiarowego stanu naprężenia. W standardowych warunkach stosuje się metody opisane w normach technicznych, m.in.:
- PN-EN ISO 6892-1 – Metale – Próba rozciągania – Część 1: Metoda badania w temperaturze pokojowej[3],
- ASTM E8/E8M – Standard Test Methods for Tension Testing of Metallic Materials[4].

Dla bardziej złożonych przypadków, gdy działają naprężenia wieloosiowe, stosuje się kryterium uplastycznienia, takie jak:
- kryterium HMH (Hubera–Misesa–Hencky’ego),
- kryterium Treski.

## Znaczenie praktyczne
Granica plastyczności jest podstawowym parametrem projektowym w inżynierii materiałowej i mechanice konstrukcji. Określa maksymalne dopuszczalne naprężenie, jakie może wystąpić w materiale bez ryzyka trwałej deformacji. W konstrukcjach nośnych zazwyczaj dobiera się naprężenia robocze jako ułamek granicy plastyczności, stosując odpowiednie współczynniki bezpieczeństwa.